# Lokalbahn Mürzzuschlag–Neuberg
| Triebwagen Reihe 5047 in Neuberg Ort (1991) |                      |                                            |                                            |
| Streckennummer: | ex 159 01            |                                            |                                            |
| Kursbuchstrecke (ÖBB): | ex 53                |                                            |                                            |
| Streckenlänge: | 12,452 km            |                                            |                                            |
| Spurweite: | 1435 mm (Normalspur) |                                            |                                            |
| |                      |                                            |                                            |
| \| \| \| Südbahn von Wien Südbahnhof \| \| \| \| 0,000 \| Mürzzuschlag \| 681 m \| \| \| \| Südbahn nach Spielfeld-Straß \| \| \| \| 1,577 \| Mürz \| Mürz \| \| \| 2,154 \| Eichhorntal \| Eichhorntal \| \| \| 3,815 \| Kohleben \| 688 m \| \| \| 6,589 \| Kapellen \| 702 m \| \| \| 8,380 \| Hirschbachbrücke \| 712 m \| \| \| 9,380 \| Anschlussbahn Veitscher Magnesitwerke \| Anschlussbahn Veitscher Magnesitwerke \| \| \| 9,994 \| Arzbach \| 716 m \| \| \| 11,276 \| Veitschbach \| Veitschbach \| \| \| 11,422 \| Neuberg an der Mürz \| 731 m \| \| \| 12,174 \| Anschlussbahn Österreichische Bundesforste \| Anschlussbahn Österreichische Bundesforste \| \| \| 12,452 \| Neuberg Ort \| Neuberg Ort \| |                      |                                            |                                            |
| Strecke |                      | Südbahn von Wien Südbahnhof                | Südbahn von Wien Südbahnhof                |
| Bahnhof | 0,000                | Mürzzuschlag                               | 681 m                                      |
| Abzweig ehemals geradeaus und nach links |                      | Südbahn nach Spielfeld-Straß               | Südbahn nach Spielfeld-Straß               |
| Brücke über Wasserlauf (Strecke außer Betrieb) | 1,577                | Mürz                                       | Mürz                                       |
| Haltepunkt / Haltestelle (Strecke außer Betrieb) | 2,154                | Eichhorntal                                | Eichhorntal                                |
| Haltepunkt / Haltestelle (Strecke außer Betrieb) | 3,815                | Kohleben                                   | 688 m                                      |
| Bahnhof (Strecke außer Betrieb) | 6,589                | Kapellen                                   | 702 m                                      |
| Haltepunkt / Haltestelle (Strecke außer Betrieb) | 8,380                | Hirschbachbrücke                           | 712 m                                      |
| Abzweig geradeaus und von links (Strecke außer Betrieb) | 9,380                | Anschlussbahn Veitscher Magnesitwerke      | Anschlussbahn Veitscher Magnesitwerke      |
| Haltepunkt / Haltestelle (Strecke außer Betrieb) | 9,994                | Arzbach                                    | 716 m                                      |
| Brücke über Wasserlauf (Strecke außer Betrieb) | 11,276               | Veitschbach                                | Veitschbach                                |
| Bahnhof (Strecke außer Betrieb) | 11,422               | Neuberg an der Mürz                        | 731 m                                      |
| Abzweig geradeaus und nach links (Strecke außer Betrieb) | 12,174               | Anschlussbahn Österreichische Bundesforste | Anschlussbahn Österreichische Bundesforste |
| Betriebs-/Güterbahnhof Streckenende (Strecke außer Betrieb) | 12,452               | Neuberg Ort                                | Neuberg Ort                                |

Die Lokalbahn Mürzzuschlag–Neuberg war eine normalspurige Nebenbahn in der Steiermark in Österreich. Sie verlief von Mürzzuschlag an der Südbahn nach Neuberg an der Mürz im oberen Mürztal und war vor allem durch den Güterverkehr zu einem großen Sägewerk der Österreichischen Bundesforste in Neuberg geprägt. 2007 ist die Bahnstrecke stillgelegt worden. Heute befindet sich ein Radweg darauf.

## Geschichte

### Bau und Betrieb

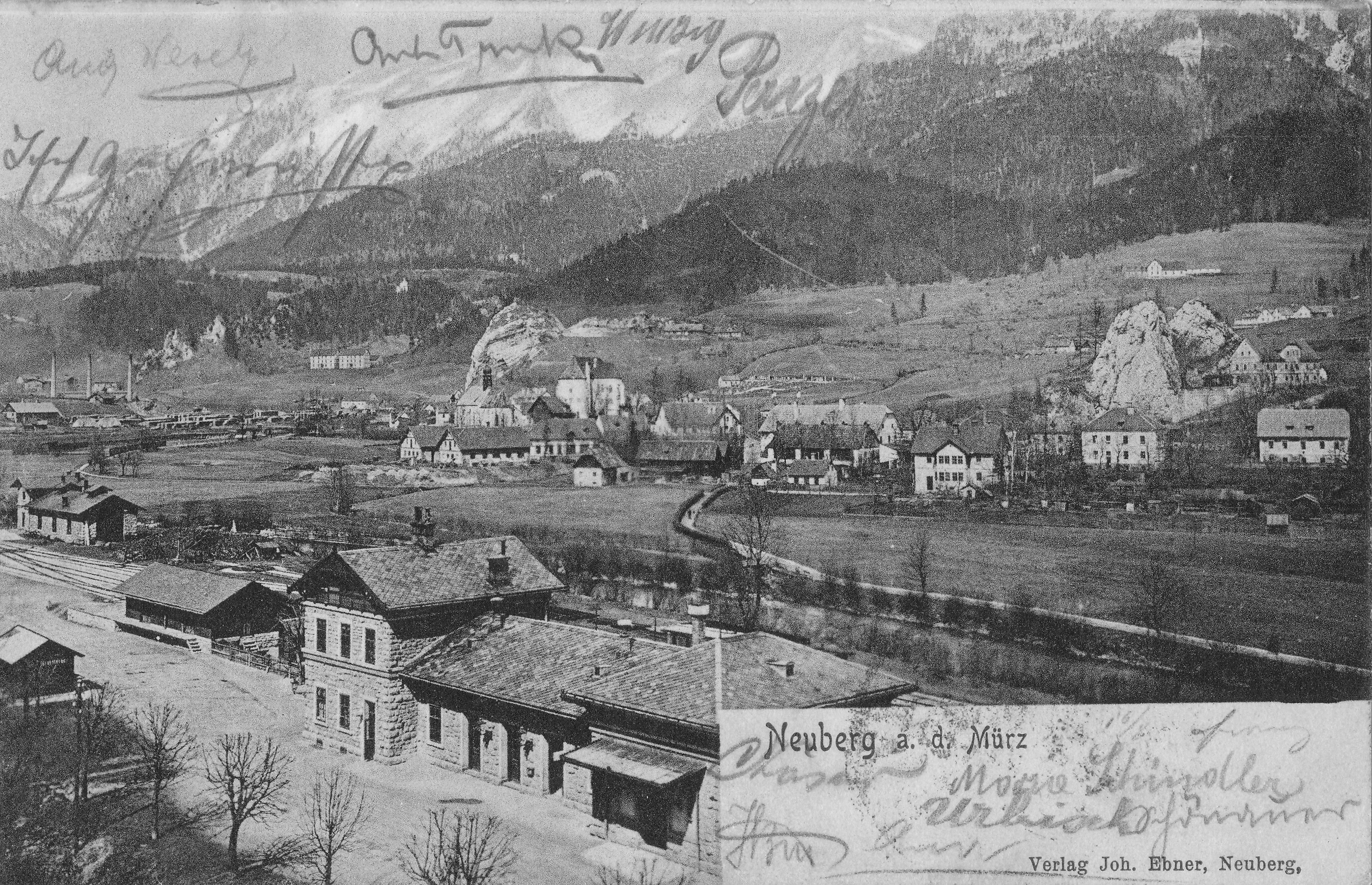
Bahnhof Neuberg an der Mürz um 1900

Mit Gesetz vom 12. März 1876 wurde die formalrechtliche Grundlage für den Bau einer normalspurigen Locomotiv-Eisenbahn auf Staatskosten von Mürzzuschlag im Anschlusse an die Südbahn nach Neuberg geschaffen. Die Bahn war als Secundärbahn herzustellen, auf welcher u. a. die Züge mit einer Geschwindigkeit von höchstens 15 Kilometer per Stunde zu verkehren haben.
Die Lokalbahn (Länge: 12,3 km) wurde am 1. Dezember 1879 eröffnet, am 27. August selben Jahres von der k. k. privilegierten Südbahngesellschaft übernommen, kam ab 1. Januar 1889 in die eigene Regie des Staatsbetriebes und wurde zuletzt von den ÖBB unterhalten. Der k.k. Hofzug befuhr die Strecke regelmäßig, wenn Kaiser Franz Joseph I. in sein Jagdschloss Mürzsteg reiste.
Bedeutend war vor allem der Güterverkehr zu einem großen Sägewerk der Österreichischen Bundesforste in Neuberg sowie bis zu dessen Schließung im Jahr 1924 der Verkehr für das Neuberger Hüttenwerk der Österreichisch-Alpine Montangesellschaft.
Bereits im Jahr 1981 hatte man seitens der Gemeinde Neuberg die Idee einer ortsnäheren Haltestellen nahe der Kuhhörndlbrücke, allerdings konnte erst zu Beginn des Sommerfahrplans 1985 die neue Haltestelle „Neuberg Ort“ in Betrieb genommen werden.
Am 29. Mai 1987 verkehrte zum letzten Mal das GmP-Zugpaar 80955/80956 mit der Diesellok 2062.050 zwischen Mürzzuschlag und Neuberg Ort. Zwei Tage später wurde die Strecke auf Zugleitbetrieb ohne Funk umgestellt, wodurch eine Besetzung der Bahnhöfe Kapellen und Neuberg nicht mehr notwendig war.

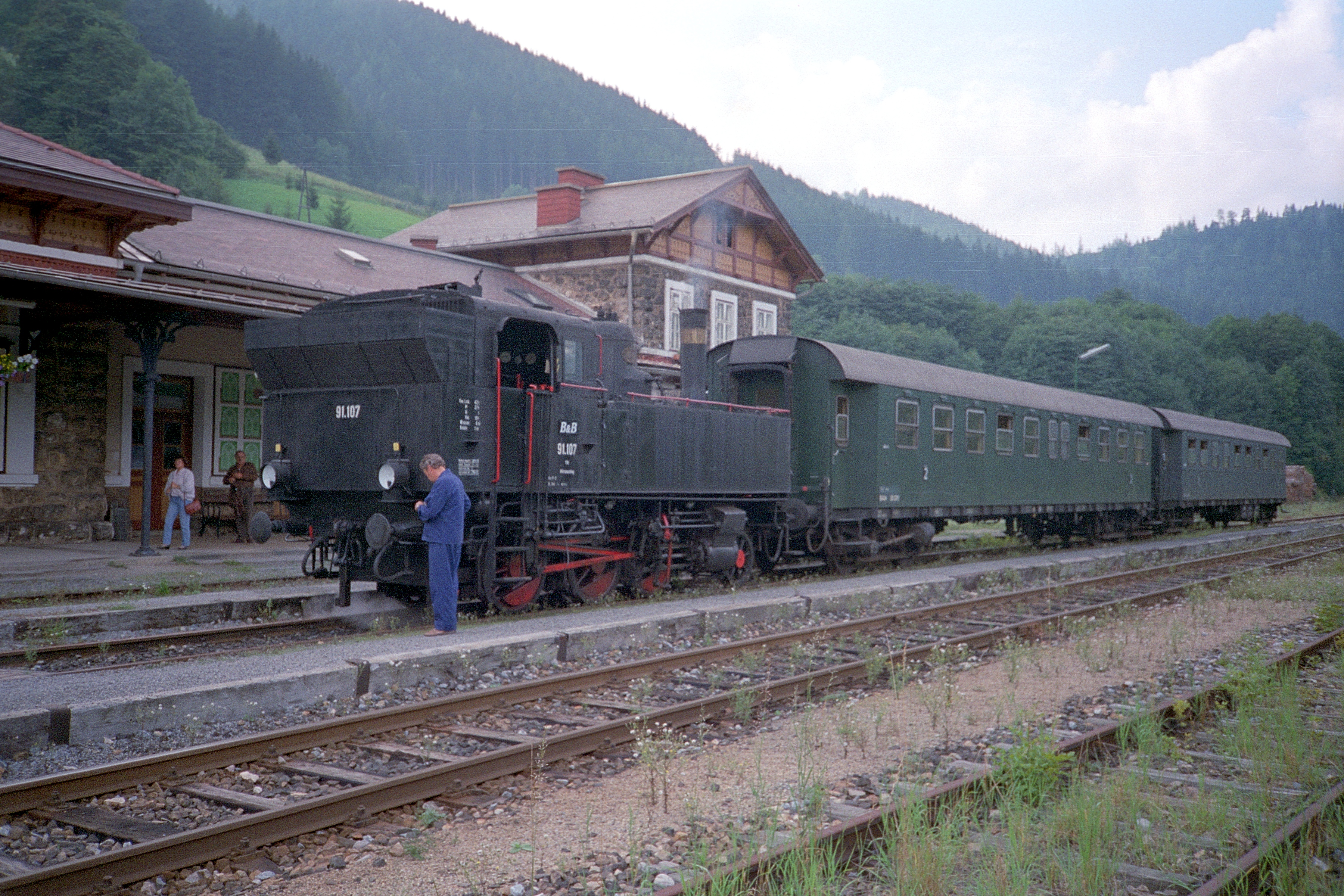
Sonderzug mit Lok der Reihe 91 im Bahnhof Neuberg.

In den letzten Jahren vor der Einstellung wurde noch ein Taktverkehr mit Triebwagen der Reihe 5047 im sparsamen Einmannbetrieb (Schaffnerlose Fahrt, der Lokführer verkauft auch Fahrscheine) eingeführt, diese Maßnahmen konnten jedoch die Einstellung des Betriebes und den Ersatz der Verkehrsverbindung durch Postautobusse nicht abwenden.
Am 6. Juli 1996 erfolgte die Einstellung des Personenverkehrs, am 31. Dezember 2000 die Gesamteinstellung.
Obwohl seit der Stilllegung mehrmals eine Wiederaufnahme des Güterverkehrs durch private Betreiber im Gespräch war, wurde Ende 2007 von den ÖBB der Antrag zur endgültigen Einstellung der Strecke beim Verkehrsministerium eingebracht.
Im Oktober 2009 kaufte das Land Steiermark die stillgelegte Trasse, um von Mürzzuschlag einen Radweg nach Neuberg zu errichten. Die Ausführungsarbeiten (Baukosten 780.000 Euro) begannen im September 2010 durch eine im Bezirk Bruck-Mürzzuschlag ansässige Firma. Ende 2010 war die Asphaltierung abgeschlossen, und am 19. Juni 2011 wurde der neue Radweg eröffnet.
Im Herbst 2009 erwarb die Gemeinde Neuberg das historische, unter Denkmalschutz stehenden dortige Bahnhofsgebäude, unter anderem mit dem Ziel, der Öffentlichkeit den kaiserlichen Wartesaal zugänglich zu erhalten.

### Fahrzeugeinsatz
Zu Beginn wurden der betriebsführenden Südbahngesellschaft seitens der Staatsverwaltung die Dampflokomotiven kkStB 97.24 und 97.25 sowie sechs Personenwagen (2. Klasse und 3. Klasse) zur Verfügung gestellt. Die Güterwagen mussten von der Südbahn selbst gestellt werden. In den darauffolgenden Jahren waren verschiedene Loks der Reihe 97 in Mürzzuschlag stationiert die ab dem Jahr 1930, aufgrund der Neubeschaffung der neuen Lokomotiven der Reihe 378, durch Maschinen der Reihen kkStB 99 und 199 (im Jahr 1953 umbezeichnet in 91) ersetzt wurden und danach jahrzehntelang auf der Strecke im Einsatz standen.
Am 21. Februar 1972 endete der Dampfbetrieb mit den Maschinen 91.44, 91.107 und 91.109. Die Züge wurden danach mit Diesellokomotiven der Reihen 2060 und 2062 bespannt. Mit dem Sommerfahrplan 1981 konnte die Streckenhöchstgeschwindigkeit von 30 km/h auf 50 km/h angehoben werden. Neben einer Fahrzeitverkürzung von bis zu 9 Minuten wurde auch der Komfort durch den Einsatz von Dieseltriebwagen der Reihe 5044 verbessert, die bis April 1987 auf der Strecke verkehrten. Der Personenverkehr wurde danach im 0:0-Betrieb (ohne Zugsführer) mit den Schienenbussen der Reihe 5081 abgewickelt.
Ab dem 25. September 1989 verkehrten auf der Strecke, bis zur Einstellung der Personenverkehrs, Triebwagen der Baureihe ÖBB 5047.

## Verlängerungsprojekte

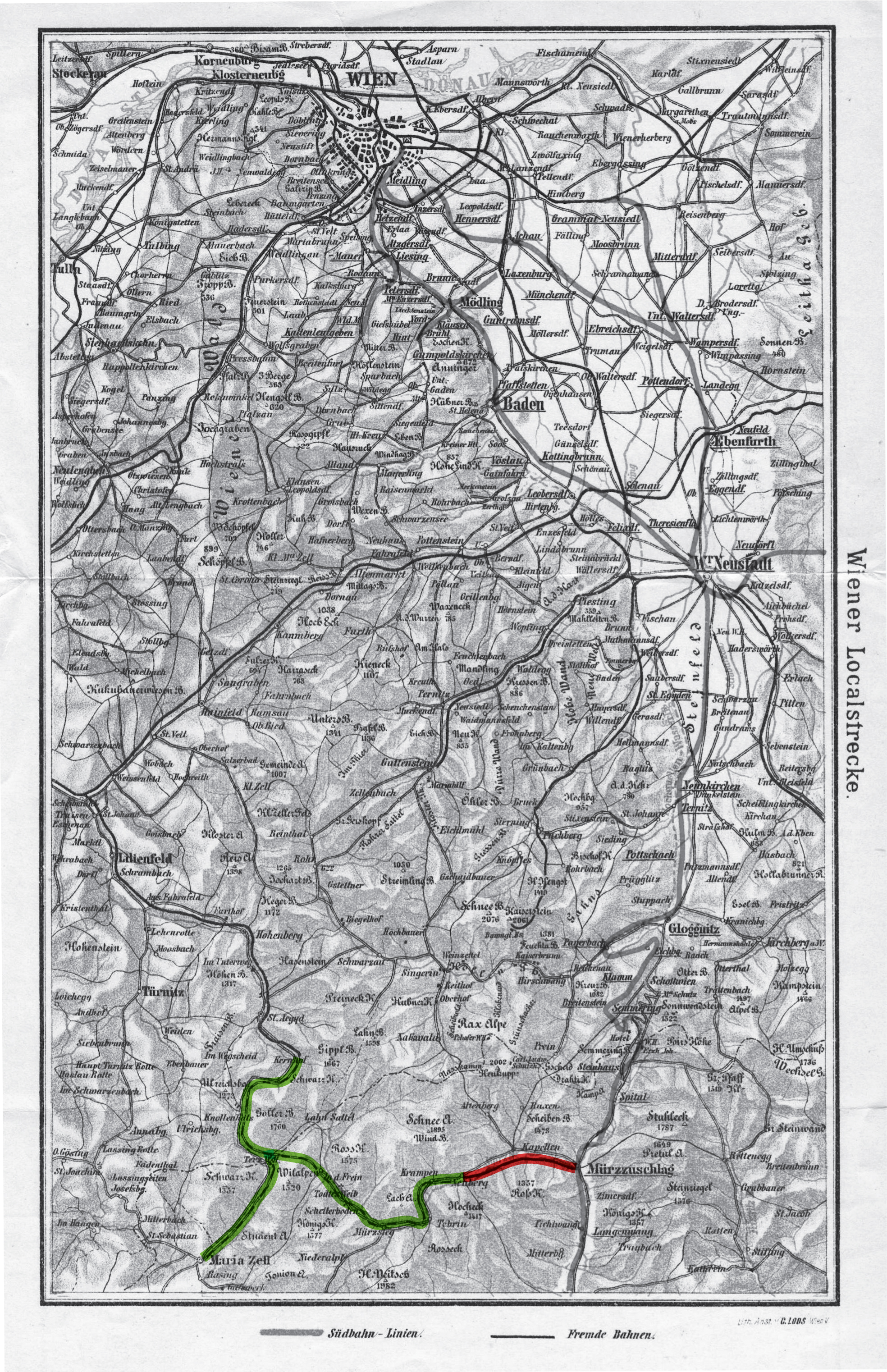
Geplante Verlängerungstrasse Kernhof–Terz–Mürzsteg–Neuberg sowie Terz–Maria Zell 1899 kartografiert.

Bereits bei Eröffnung der Bahn dürfte deren Verlängerung bis zu dem in über 60 km Fahrdistanz gelegenen Ort Freiland (Anschluss an die Traisentalbahn) geplant gewesen sein, da im Sommer 1881 von der bereits erfolgten, von allen Anrainergemeinden begrüßten Streckentracierung berichtet wurde.
1888 bestand das auf Gesetzesbasis betriebene Vorhaben des Baus einer zur Leobersdorfer Bahn gehörenden Zweigstrecke, und zwar der Verlängerung der Traisentalbahn Kernhof–Terz–Mürzsteg–Neuberg. Nach 1918 plante man für dieses Vorhaben sogar die Untertunnelung des Göller-Massivs. Wäre diese Flügelbahn in Gänze errichtet worden (oder auch die geplante schmalspurige Verbindung Mariazell–Niederalpl–Neuberg), hätte zwischen St. Pölten und Mürzzuschlag eine nahezu gradlinige, etwa 100 km lange Nord-Süd-Verbindung bestanden. Eine solche mit mehr oder minder reicher Verzweigung ausgestattete Linie Tulln–St. Pölten–Mürzzuschlag war schon vor dem Bau der Leobersdorfer Bahn als eines von deren (West- und Südbahn verbinden wollenden) Konkurrenzprojekten im Gespräch gewesen, dito die Linie St. Pölten–Mürzzuschlag, um welche sich vom Jahre 1870 an insbesondere die Consortien Baron Korb-Weidenheim und Moriz Ritter von Trebersburg, dann Ernst Graf Hoyos-Sprinzenstein und Dr. Hermann Rössler sowie Emil Seybel und Victor Ritter von Ofenheim bewarben und die nach Baubeginn im Frühjahr 1871 (ohne Beanspruchung einer Staatssubvention) im Herbst 1872 hätte vollendet sein sollen. Durch den Gründerkrach 1873 war das Projekt über Jahre hinweg nicht mehr spruchreif.
Im Juli 1926 konstituierte sich im Rathaus von Mariazell ein zehngliedriger Eisenbahnausschuss, dem die Aufgabe überantwortet wurde, alle Vorarbeiten für den Bau der Bahn Neuberg–Mariazell–Kernhof zu leisten, insbesondere die Ausstellung einer Vorkonzession umgehend zu betreiben. Das Projekt war bis nach der Weltwirtschaftskrise 1929 Gegenstand parlamentarischer Initiativen und wurde in der Öffentlichkeit entsprechend wahrgenommen.